# El Roble, Tonalá
El Roble är en ort i Mexiko.   Den ligger i kommunen Tonalá och delstaten Chiapas, i den sydöstra delen av landet, 700 km sydost om huvudstaden Mexico City. El Roble ligger 120 meter över havet och antalet invånare är 118.
Terrängen runt El Roble är varierad. Runt El Roble är det ganska glesbefolkat, med 50 invånare per kvadratkilometer. Närmaste större samhälle är Tres Picos, 12,8 km sydost om El Roble. Omgivningarna runt El Roble är en mosaik av jordbruksmark och naturlig växtlighet.